# Kongsvinger IL
Kongsvinger Idrettslag – norweski klub piłkarski grający obecnie w 1. divisjon, mający siedzibę w mieście Kongsvinger, leżącym w regionie Hedmark.

## Historia
Klub został założony 31 stycznia 1892 roku. Do 1983 roku grał w niższych ligach Norwegii i wtedy też po raz pierwszy awansował do pierwszej ligi. W 1986 roku zajął w niej 3. miejsce, a sukces ten powtórzył rok później. W 1992 roku Kongsvinger IL został wicemistrzem Norwegii kończąc sezon 6 punktów za Rosenborgiem Trondheim. W Pucharze UEFA, edycji 1992/1993 dotarł do 2. rundy, w której zremisował 1:1 i przegrał 1:3 z Juventusem. Do 1999 roku Kongsvinger rozegrał 17 sezonów z rzędu w pierwszej lidze norweskiej. Wtedy też spadł do drugiej ligi, a dwa lata później do trzeciej ligi. W 2003 roku trenerem klubu został Vegard Skogheim. Drużyna nie przegrała żadnego spotkania w sezonie i powróciła do drugiej ligi. W 2004 roku Kongsvinger był bliski awansu do pierwszej ligi. Zajął 3. miejsce i w barażach o awans spotkał się z Bodø/Glimt. Na własnym stadionie wygrał 1:0, jednak na wyjeździe przegrał 0:4 i pozostał w drugiej lidze, w której gra także w sezonie 2009.

## Sukcesy
- Eliteserien:

wicemistrzostwo (1): 1992
3. miejsce (2): 1986, 1987
- Puchar Norwegii:

finał (1): 2016
półfinał (4): 1983, 1990, 1992, 1996

## Reprezentanci kraju grający w klubie
- Christer Basma
- Stig Inge Bjørnebye
- Geir Frigård
- Jon Inge Høiland
- Erik Holtan
- Rune Buer Johansen
- Bjørn Arild Levernes
- Vidar Riseth
- Roger Risholt
- Hai Ngoc Tran
- Abdul-Karim Ahmed
- Steinar Adolfsson
- Gunnlaugur Jónsson
- Stefán Þórðarsson
- Randall Brenes
- Lars Gerson
- Julian Johnsson

## Europejskie puchary
Legenda do wszystkich tabel:
- Q – runda eliminacyjna, 1/16, 1/8, 1/4, 1/2 – odpowiednia faza rozgrywek, Grupa – runda grupowa, 1r gr – pierwsza runda grupowa, 2r gr – druga runda grupowa, F – finał, R – runda, PO – play-off
- k. – rzuty karne, los. – losowanie, Dogr. – dogrywka, w. – zasada bramek strzelonych na wyjeździe

| Sezon   | Rozgrywki        | Runda   | Przeciwnik    | Dom | Wyjazd | Ogólnie    |
| ------- | ---------------- | ------- | ------------- | --- | ------ | ---------- |
| 1993/94 | Puchar UEFA      | 1R      | Östers IF     | 4–1 | 3–1    | 7–2        |
| 1993/94 | Puchar UEFA      | 2R      | Juventus F.C. | 1–1 | 0–2    | 1–3        |
| 1997    | Puchar Intertoto | Grupa 8 | TPS           | 0–2 |        | 5. miejsce |
| 1997    | Puchar Intertoto | Grupa 8 | Lommel SK     | 1–1 |        | 5. miejsce |
| 1997    | Puchar Intertoto | Grupa 8 | Halmstads BK  |     | 1–2    | 5. miejsce |
| 1997    | Puchar Intertoto | Grupa 8 | Hajduk Kula   |     | 0–2    | 5. miejsce |
| 1998    | Puchar Intertoto | 1R      | Ebbw Vale     | 3–0 | 6–1    | 9–1        |
| 1998    | Puchar Intertoto | 2R      | FC Twente     | 0–0 | 0–2    | 0–2        |